# سانتا فه ده انتیوکیا
سانتا فه ده انتیوکیا (به اسپانیایی: Santa Fe de Antioquia) یک سکونتگاه مسکونی در کلمبیا است که در بخش انتیوکیا واقع شده‌است.

## خصوصیات
سانتا فه ده انتیوکیا ۴۹۳ کیلومترمربع مساحت و ۲۲٬۷۶۴ نفر جمعیت دارد.

## خواهرخوانده
شهرهای کادیس و تروژیلو، کاسرس خواهرخوانده‌های سانتا فه ده انتیوکیا هستند.